# 雷西察學校足球會
雷西察學校足球會（羅馬尼亞語：CSM Şcolar Reşiţa)是一支位於羅馬尼亞雷希察的職業足球會，目前於羅馬尼亞足球丁級聯賽角逐。

## 外部連結
Şcolar Reşiţa's profile on romaniansoccer.ro （页面存档备份，存于）